# Victor Vasarely

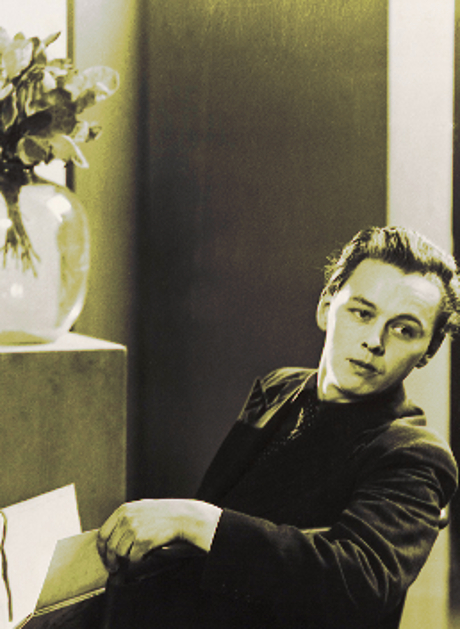
Victor Vasarely

Victor Vasarely (tiếng Pháp: [viktɔʁ vazaʁəli]; tên gọi khác Vásárhelyi Győző, tiếng Hungary: [ˈvaːʃaːrhɛji ˈɟøːzøː]; 9 tháng 4, 1906  - 15 tháng 3, 1997), là một nghệ sĩ người Hungary - Pháp, người được chấp nhận rộng rãi như một "cha đẻ" và lãnh đạo  của phong trào nghệ thuật op.
Tác phẩm nổi tiếng của ông là Zebra (ngựa vằn ảo giác), tác phẩm ra đời vào những năm 1930, được một số người coi là một trong những ví dụ đầu tiên của nghệ thuật op.

## Cuộc sống và công việc
Vasarely sinh ra ở Pécs và lớn lên ở Pöstyén (nay là Piešťany, Slovakia) và Budapest. Vào năm 1925, ông theo học ngành y tại Đại học Eötvös Loránd. Năm 1927, ông từ bỏ ngành y để học hội họa truyền thống tại Học viện tư nhân Podolini-Volkmann. Năm 1928/1929, ông đăng ký học tại trường nghệ thuật tư nhân Sándor Bortnyik có tên là Műhely (nghĩa đen: "Hội thảo", tồn tại cho đến năm 1938), sau đó được công nhận rộng rãi là trung tâm nghiên cứu Bauhaus của Budapest. Thiếu tiền mặt, Műhely không thể cung cấp tất cả những gì Bauhaus đưa ra. Thay vào đó, nó tập trung vào nghệ thuật đồ họa ứng dụng và thiết kế kiểu chữ.
Năm 1929, ông vẽ Blue Study và Green Study. Năm 1930, ông kết hôn với người bạn học Claire Spinner (1908 Tiết1990). Họ cùng nhau có hai con trai, Andre và Jean-Pierre. Jean-Pierre cũng là một nghệ sĩ và sử dụng tên chuyên nghiệp 'Yvaral'. Ở Budapest, ông làm việc cho một công ty vòng bi trong vị trí kế toán viên và thiết kế áp phích quảng cáo. Vasarely trở thành một nhà thiết kế đồ họa và một nghệ sĩ áp phích trong những năm 1930 kết hợp các mô hình và hình ảnh hữu cơ với nhau. 

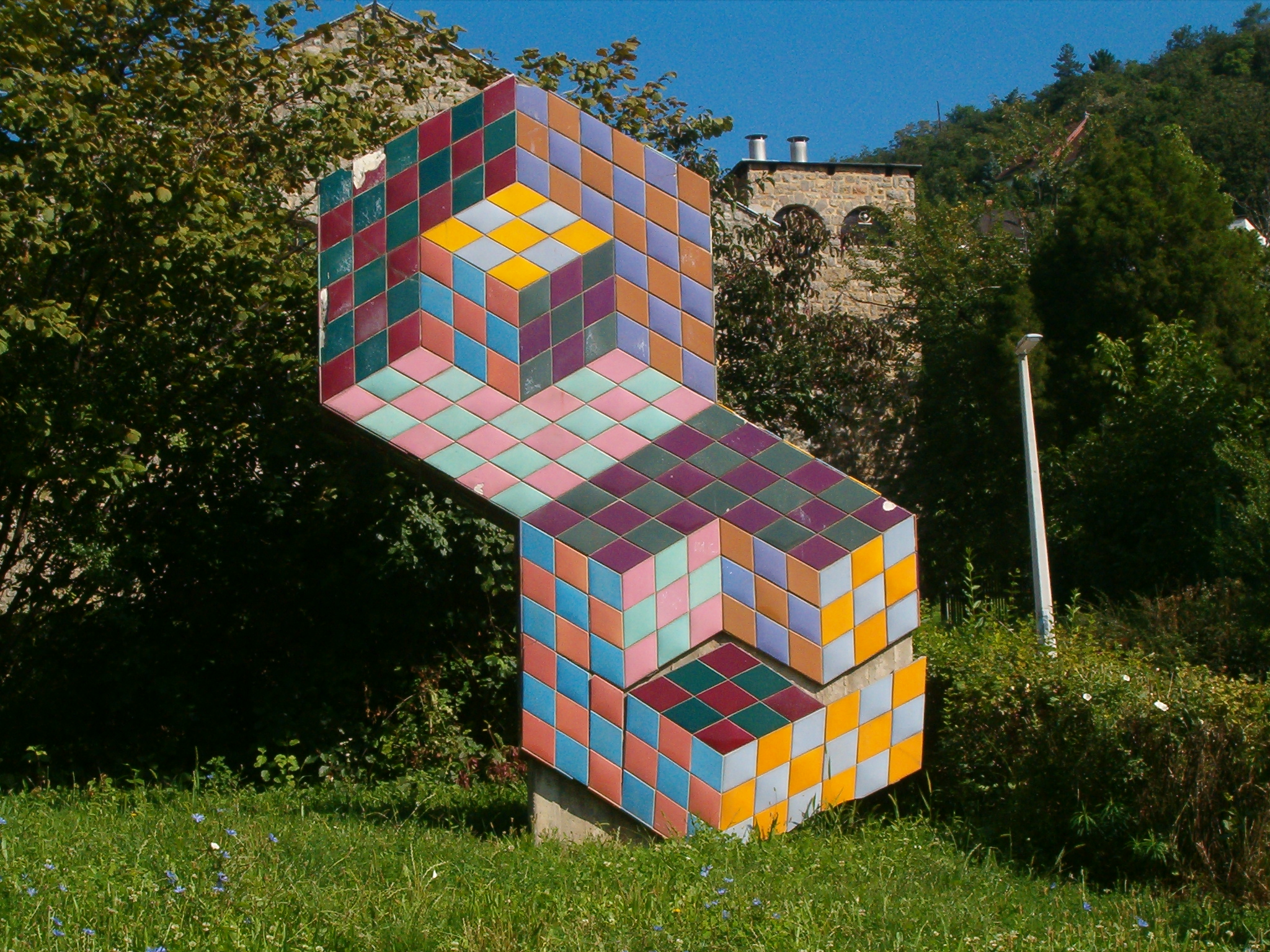
Tác phẩm nghệ thuật ngoài trời Vasarely tại nhà thờ Pálos ở Pécs

Vasarely rời Hungary và định cư tại Paris năm 1930. Ông làm việc như một họa sĩ đồ họa và là một nhà tư vấn sáng tạo tại các công ty quảng cáo Havas, Draeger và Devambez (1930-1935). Tương tác của ông với các nghệ sĩ khác trong thời gian này bị hạn chế. Ông nghĩ đến việc mở một tổ chức theo mô hình của Sándor Bortnyik và phát triển một số tài liệu giảng dạy cho nó. Ông sống chủ yếu ở khách sạn giá rẻ, và sau này định cư tại 1942/1944 ở Saint-Céré tại Lot. Sau chiến tranh thế giới thứ hai, ông đã mở một nhà máy atelier ở Arcueil, một vùng ngoại ô cách trung tâm Paris khoảng 10 km (trong Val-de-Marne département của Île-de-France). Năm 1961, cuối cùng ông đã định cư tại Annet-sur-Marne (trong Seine-et-Marne département).